# Leanne Rowe
Leanne Rowe (* 1982 in Brentwood, England) ist eine britische Schauspielerin.

## Leben
Rowe hat zwei ältere Schwestern und einen Bruder. Mit sechzehn Jahren verließ sie die Schule, um als Tänzerin zu arbeiten. Später studierte sie Drama und entschied sich daraufhin Schauspielerin anstatt Tänzerin zu werden.
Schon im Jahr 1996 spielte sie als Jugendliche eine kleine Rolle in Franco Zeffirellis Film Jane Eyre. 2005 war sie in Roman Polanskis Kinofilm Oliver Twist als Nancy zu sehen. Sie wirkte zudem in britischen Fernsehserien und TV-Filmen mit. Daneben ist sie auch als Theaterdarstellerin im Londoner Stadtteil West End tätig.

## Filmografie (Auswahl)
- 1996: Jane Eyre
- 1996: The Famous Five
- 2003: Boudica
- 2004: Where the Heart is
- 2005: Oliver Twist
- 2007: Lielies